# Arxiu Històric de la Ciutat de Badalona
L'Arxiu Històric de la Ciutat de Badalona (AHBDN), creat el 1979 per l'Ajuntament de Badalona, és el servei encarregat de la custòdia, tractament i difusió del patrimoni documental produït a Badalona. Des dels seus inicis és gestionat per l'organisme autònom Museu de Badalona, on té la seu.
Conserva la documentació generada pels òrgans de govern de la ciutat, des del segle xvii fins al 1945; fons i col·leccions d'empreses, entitats, institucions i arxius personals i familiars; i una hemeroteca que aplega col·leccions de premsa local des del segle xix.
Per la seva part, el mateix Museu de Badalona disposa també d'una biblioteca de col·lecció local i un arxiu d'imatges.

## Història
L'Ajuntament de Badalona acorda crear, el 1979, l'Arxiu Històric de la Ciutat de Badalona, amb l'objecte de recollir, inventariar i difondre el patrimoni documental de la ciutat i posar-lo a l'abast dels investigadors i del públic en general. Amb aquesta finalitat, l'Ajuntament dividí el fons municipal i correspongué a l'AHBDN tota la documentació anterior a 1930. Amb posterioritat, l'any 1983, l'Ajuntament acordà ampliar el fons municipal de l'Arxiu Històric fins a l'any 1945. Mentre que els documents posteriors a aquesta data estan custodiats per l'Arxiu Administratiu, en una seu i una dependència orgànica municipal diferents.
Des de la seva fundació, l'Arxiu Històric ha quedat encarregat de vetllar per la recuperació, la conservació i la difusió del patrimoni documental local, ja sigui procedent d'empreses, d'arxius familiars o personals, d'institucions religioses i d'associacions esportives, recreatives, culturals, polítiques, sindicals, confraries i gremis, entre d'altres.

## Seu
L'Arxiu Històric de la Ciutat de Badalona té la seu al Museu de Badalona, el qual n'és el responsable i se n'ocupa de la gestió. L'any 1978 el Museu adequà a la quarta planta les instal·lacions necessàries per a acollir l'Arxiu, i equipà el dipòsit amb armaris compactes.
El 1985 s'amplià la prestatgeria compactada, s'adequaren els espais de treball i es creà la sala de consulta, equipada amb deu places, un magatzem amb calaixeres per als cartells i els plànols, el dipòsit de compactes i les dependències destinades al treball d'organització i descripció dels fons.

## Fons
El conjunt dels fons ocupa una superfície de 790 metres lineals, i està organitzat de la següent manera:
- Fons de l'Ajuntament de Badalona: integrat per la documentació generada i rebuda pel govern municipal de Badalona, des del primer document conservat, que data del segle xvii, fins al 1945. Aquest fons ha patit diverses pèrdues al llarg de la història de la institució municipal, segons ha recollit l'historiador local Josep M. Cuyàs i Tolosa,[1] qui cita com a moments especialment perniciosos la Guerra del Francès (1808-1814), quan la destrucció perjudicà la quasi totalitat de la documentació conservada fins llavors, i també el juliol de 1845, quan un motí de quintes provocà la destrucció de tots els documents relacionats amb les lleves, fet que es repetí també l'abril de 1870, per la mateixa causa.

- Fons de l'Administració Central de l'Estat: correspondència de la Delegació de Badalona del Ministeri d'Informació i Turisme, entre els anys 1955 i 1961, i documentació del Ministeri d'Educació.

- Fons judicials: provinent del Jutjat Municipal de Badalona, on es troben tant causes civils com llibres del Registre Civil, sobretot del segle xix.

- Fons d'institucions i associacions: agrupats per entitats, mutualitats, associacions culturals, recreatives, esportives —com per exemple el Club Joventut de Badalona—, sindicals, partits polítics, escoles, etc.

- Fons d'empreses: corresponent a diferents indústries que tenen o han tingut la seva seu social al municipi de Badalona.

- Fons personals i familiars: resultat de la cessió de documentació per part de diverses personalitats rellevants de la ciutat, entre elles algunes que sobrepassen l'àmbit estrictament local, com per exemple l'actor de teatre Enric Borràs,[2] l'arqueòleg i historiador Joaquim Font i Cussó,[3] o el tècnic i estudiós del tèxtil Pau Rodon i Amigó.[4] Menció especial es mereix la cessió feta per la família al Museu de Badalona de l'anomenat arxiu Josep M. Cuyàs Tolosa, arqueòleg autor de la troballa de les termes romanes de Badalona (1955) i que van ser el detonant de la creació del Museu de Badalona, del qual ell en fou el primer director.

- Col·leccions diverses, entre d'altres d'auques, cartells, goigs i pergamins.

A més, disposa d'una important hemeroteca, que reuneix més de 300 títols de publicacions editades a Badalona, des de mitjan segle xix fins a l'actualitat.
Per la seva part, el Museu disposa d'una biblioteca, fonamentalment de publicacions i estudis sobre Badalona i d'autors locals, amb un nombre aproximat de 10.000 llibres. I encara d'un arxiu d'imatges, constituït pel fons fotogràfic i fílmic de la ciutat, que consta d'algunes pel·lícules i aproximadament d'1.000.000 de fotografies, que van des del segle xix fins a l'actualitat. Actualment aquestes imatges s'estan digitalitzant i documentant informàticament per tal de facilitar-ne la consulta des de la xarxa.

## Serveis
- Sala de consulta amb deu punts de lectura
- Informació documental i bibliogràfica
- Informació i assessorament als investigadors per part del personal tècnic sobre els fons conservats, el procés de consulta i la recerca de la documentació
- Atenció de consultes bàsiques per telèfon, correu, fax o internet, que no impliquin la realització de recerques de documentació.
- Inventaris i catàlegs consultables a la sala de consulta per a la recerca i la recuperació de la documentació.
- Reproducció de documents, excloent-ne aquells que, a criteri de l'arxiver/a, es puguin malmetre, i aquells en què no ho permetin els drets d'autor, la llei de propietat intel·lectual i altres.

Quant a la normativa d'accés, és lliure per a majors de 18 anys i per a alumnes de batxillerat que estiguin fent el treball de recerca. Cal omplir el registre de visites, on han de figurar les dades personals i el tema de recerca.
Pel que fa als horaris, l'Arxiu és obert al públic els dimarts i dimecres de 10 a 14h. i els dimecres de 17 a 20h., excepte el mes d'agost, Setmana Santa i la setmana de Nadal, que roman tancat.